# Долни край
Долни край (на латински: Partes inferiores; на унгарски: Alföld; на хърватски: Dolnji kraji) е историческа област в днешна Босна и Херцеговина. Заема част от западна Босна с главни градове Ключ, Котор и Яйце.

## История
Името „Долни край“ се появява за пръв път през 1244 г. През XIII-XVI век областта е оспорвана между Унгария и Босна.
Малко преди падането ѝ под османска власт при управлението на последния босненски крал Стефан Томашевич Котроманич, тук бил преместен политическият център на страната – град Яйце станал последната столица на Котроманич, където се състояла неговата коронация през 1461 г.
През 1463 г. областта е завладяна от османците, но още същата година освободена от унгарците. След окончателното ѝ завладяване от Османската империя през 1527 г., е наричана Крайна (названието се появява от 1594 г.) и става част от Босненския санджак.